# トレド大聖堂
座標: 北緯39度51分25.5秒 西経4度01分26秒 / 北緯39.857083度 西経4.02389度
サンタ・マリア・デ・トレド大聖堂（Catedral de Santa María de Toledo）またはトレド大聖堂（Catedral de Toledo）は、スペイン・カスティーリャ＝ラ・マンチャ州トレド県トレドにあるカトリックの大聖堂。トレド大司教座が置かれている。トレド大司教はスペイン・カトリック教会の首位聖職者とされている。
1226年、カスティーリャ王フェルナンド3世時代（大司教ロドリゴ・ヒメネス・デ・ラダ時代）に建設が始まり、カトリック両王時代の1493年に完成した。その構造は13世紀のフランスゴシック様式の影響を大きく受け、ブールジュのサン＝テチエンヌ大聖堂を模したとされる。しかし、ムデハル様式など、スペイン独自の特徴が加わっている。全長120mで幅が59m。

## ギャラリー

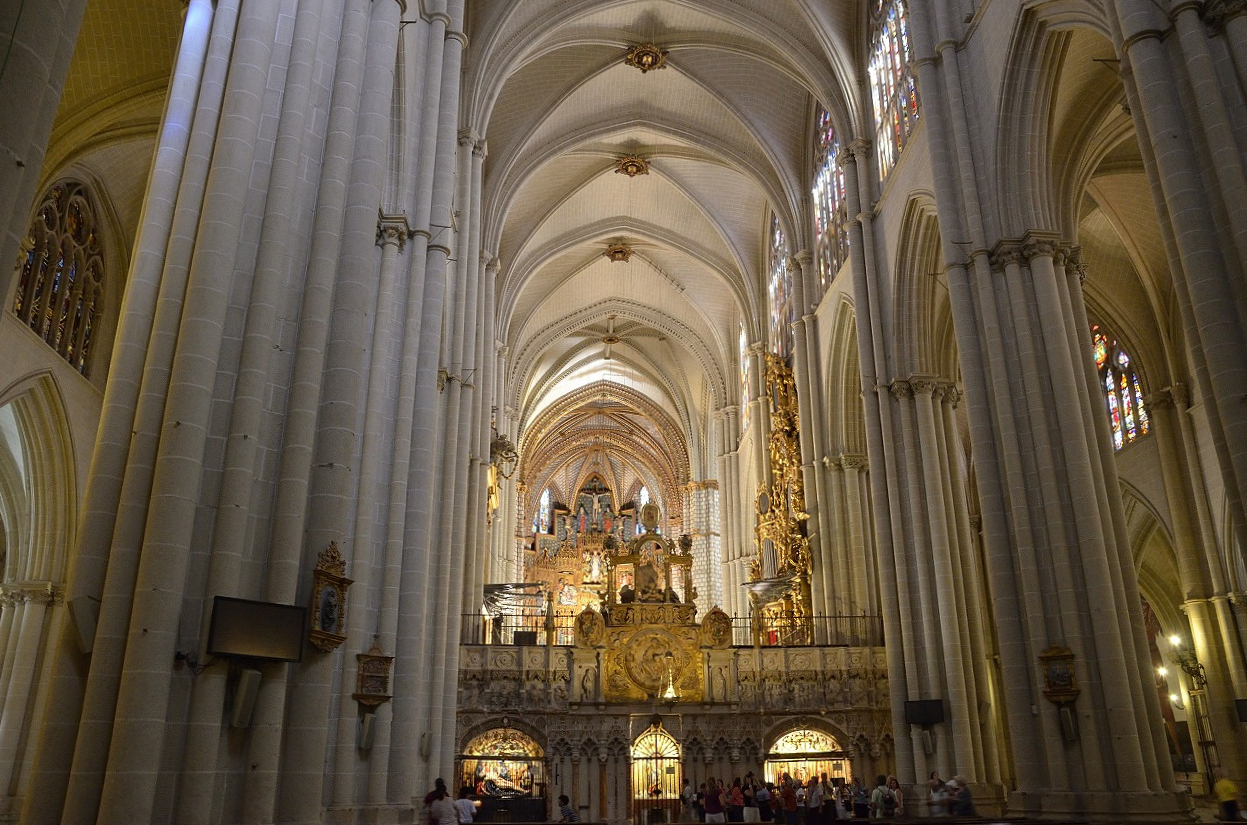
大聖堂内部
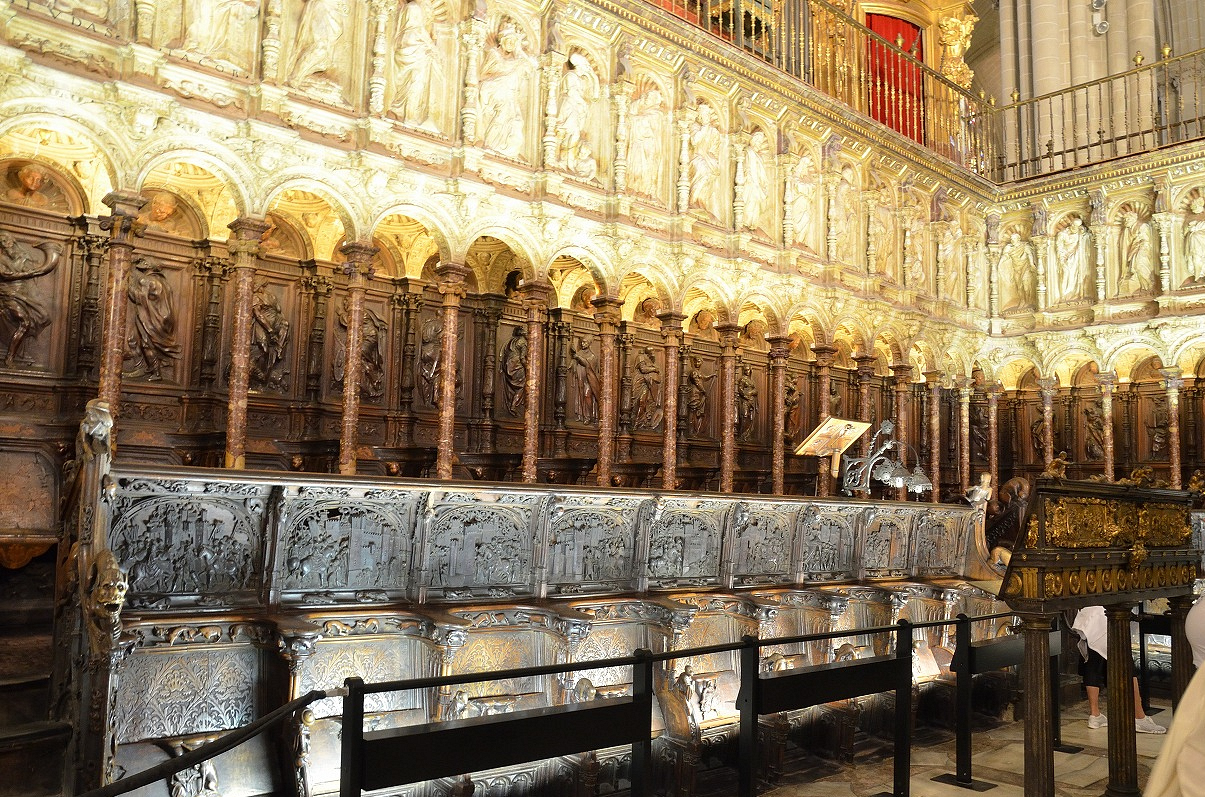
聖歌隊席
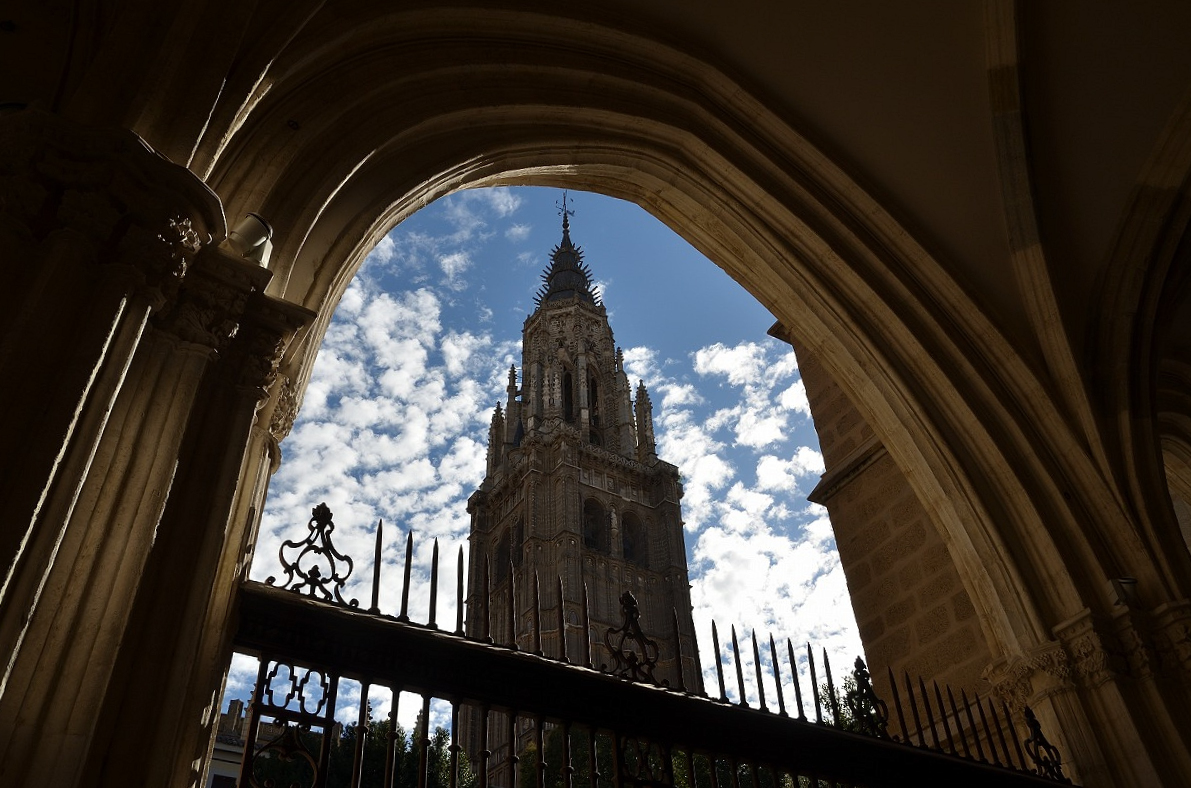
鐘楼

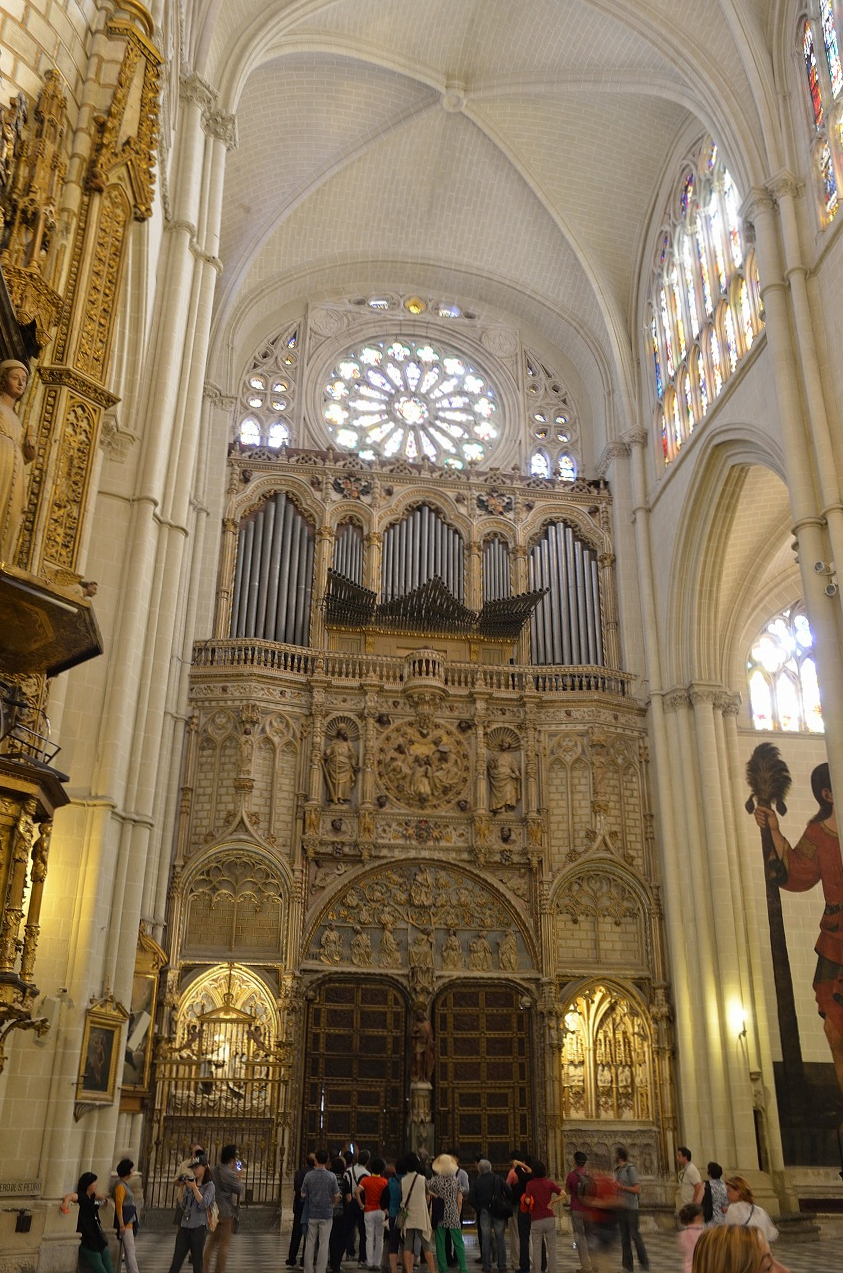
ステンドグラス
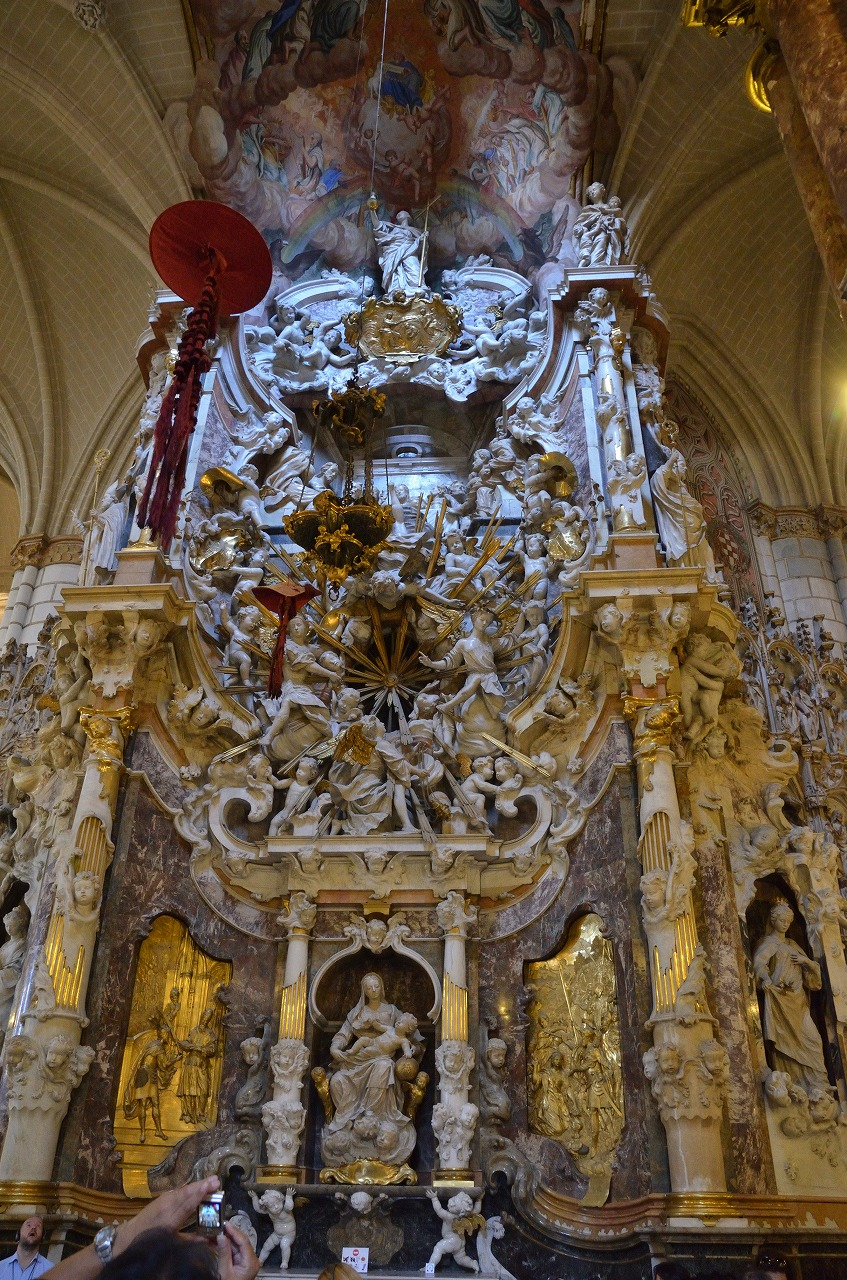
エル・トランスバレンテ
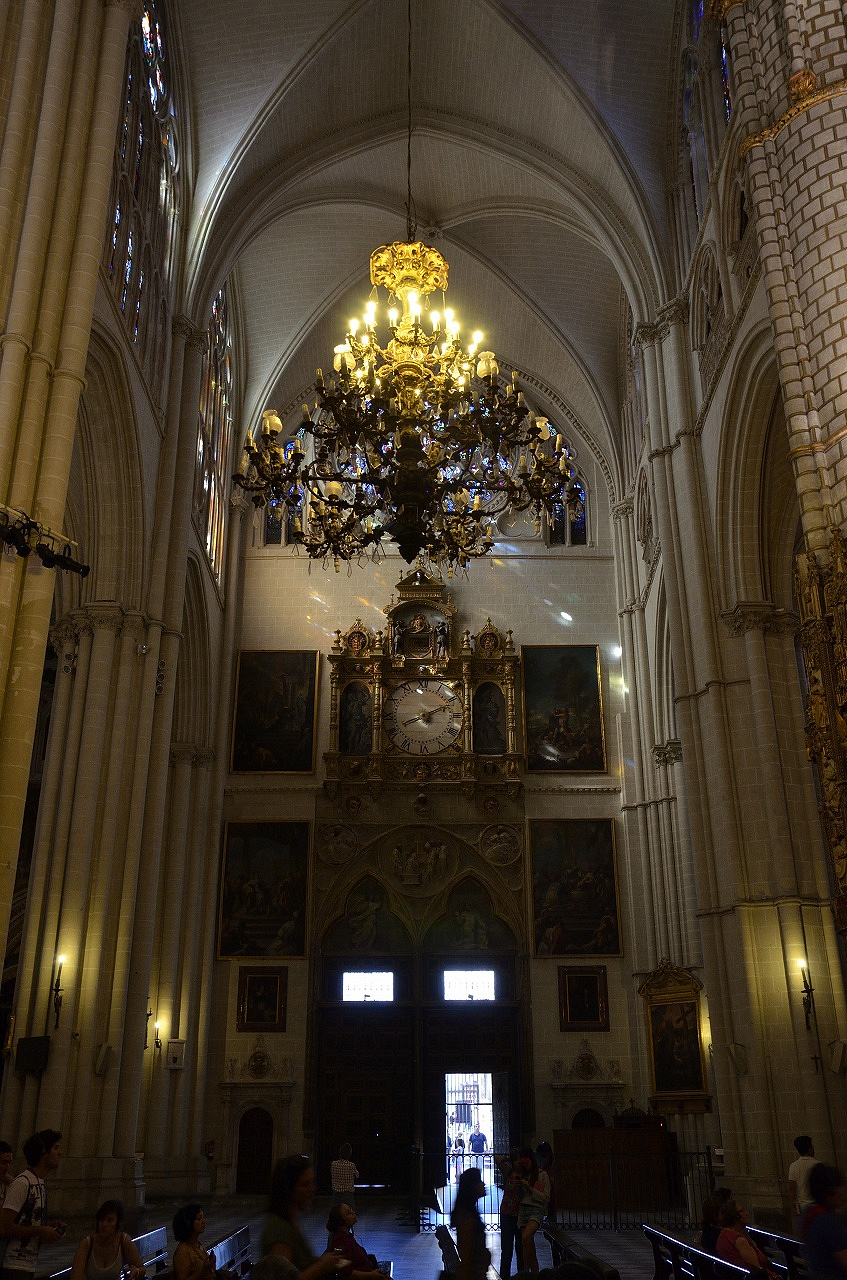
出入口